# 高宗 (朝鮮)
高宗（こうそう、コジョン、고종、1852年9月8日〈旧暦7月25日〉 - 1919年1月21日）は、李氏朝鮮の第26代国王（在位：1863年12月13日 - 1897年10月12日）、後に大韓帝国初代皇帝（在位：1897年10月12日 - 1907年7月20日）である。本名は李 㷩（り き、イ・ヒ）、初諱は載晃（さいこう、チェファン、재황）、幼名は命福（めいふく、ミョンボク、명복）、小字は明夫（めいふ、ミョンブ、명부）、字は聖臨（せいりん、ソンニム、성림）、号は珠淵（しゅえん、チュヨン、주연）。諡は統天隆運肇極敦倫正聖光義明功大徳堯峻舜徽禹謨湯敬応命立紀至化神烈巍勲洪業啓基宣暦乾行坤定英毅弘休寿康文憲武章仁翼貞孝太皇帝。即位時の年号をとって光武皇帝（こうぶこうてい、クァンムファンジェ、광무황제）または光武帝（こうぶてい、クァンムジェ、광무제）と称されることもある。即位前は翼成君（よくせいくん、イクソングン、익성군）に封じられていた。韓国併合後は太王（王族）の称号を与えられ、徳壽宮李太王と称された。

## 概要
第21代王英祖の子・荘献世子の三男・恩信君の養子・南延君（元は仁祖の七世孫）の四男・興宣大院君（李昰応）の次男。母は驪興府大夫人閔氏。
祖父の南延君（李球）は、三田渡の盟約を結んだ第16代王・仁祖の三男・麟坪大君（李㴭）の六世孫にあたる。よって高宗は麟坪大君の八世孫、仁祖から数えると九世孫にあたる。血統上は先々代の憲宗や先代の哲宗から見れば、仁祖まで遡らなければ血が繋がらず、遠く隔たった傍系子孫である（それまでの王位に関する争いや病気による夭折といった事に起因する男子王族の不足も原因）。
正妃は明成皇后閔氏（閔妃）。子に純宗、李垠らがいる。
在任中は近代化競争時代だったが、近代国家への改革ではなく王権拡大に予算を費やした。独立後には、専制君主憲法を公布したり親露政策をとったりと、国際情勢に反する行動をした為英米の不信を招き、結果日本に併合された。

## 生涯

### 勢道政治
先王哲宗の時代は、安東を本貫にする安東金氏が外戚として政権を掌握し、勢道政治を行っていた。その期間は59年間に及び政治は荒れ果てており、王族の中からも安東金氏の打破を望む勢力が生まれていた。その中の筆頭が興宣君李昰応（のちの興宣大院君）と先々代王憲宗の母で孝明世子嬪であった神貞王后趙氏であった。

### 即位

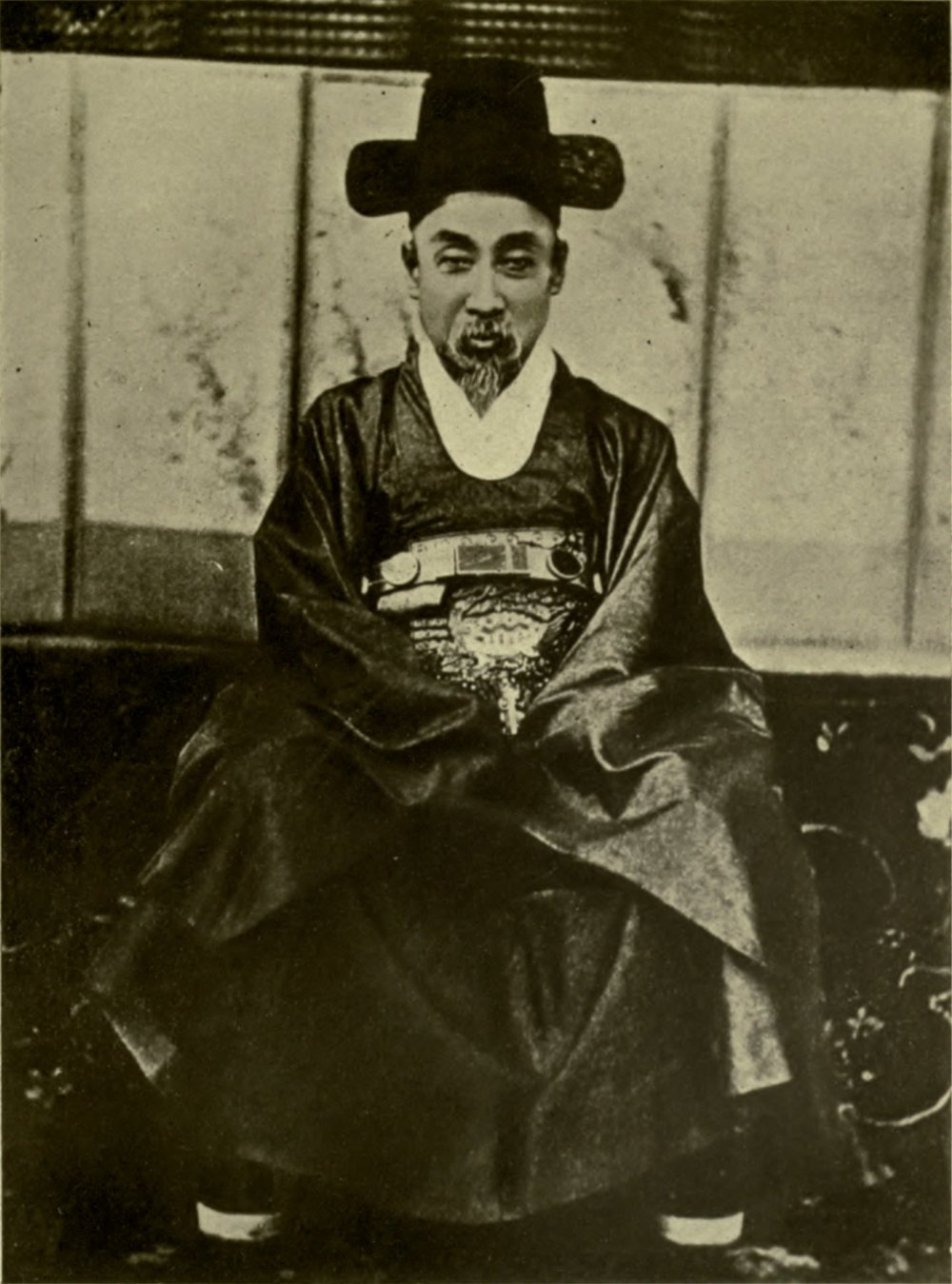
興宣大院君

1863年12月8日に哲宗が32歳で崩御した。哲宗の子は娘1人だけで、息子5人は全員夭折していたため、直系の世継ぎ候補がいなかった。そのため傍系王族の誰かを王位につける必要が生じた。当時李王家一族の最年長で、世子（跡継ぎ）が決められていない場合の王位継承の決定権を持っていた神貞王后趙氏は李昰応（興宣大院君）と謀り、李昰応の次男命福を自分と亡夫孝明世子（憲宗の父）の養子にした上で、12月13日に即位させた。これが高宗である。形式上、高宗は先代の哲宗の叔父にあたる。
このとき高宗は11歳であったため、即位後2年間は神貞王后が垂簾聴政を執ったが、興宣大院君（「大院君」は、王の実父が王ではなかった場合に王の実父に与えられる称号）に封ぜられた父の李昰応が政治の実権を掌握した（大院君執政期）。

### 興宣大院君の鎖国政策
興宣大院君は安東金氏の勢道政治を打破し、国内改革を行っていたが、迫り来る西洋の列強諸国に対する対外策はあくまでも鎖国・攘夷であり、決して国交を結ぼうとしなかった。また、カトリックの弾圧を繰り返し行った。1866年にフランス人神父らを殺害（丙寅邪獄）すると、その報復としてフランス艦隊が軍艦7隻でもって江華島を占領したものの、これを追い払った（丙寅洋擾）。
また、同時期に通商を求めてきた商船ジェネラル・シャーマン号も焼き討ちして沈めてしまう（ジェネラル・シャーマン号事件）。この抗議として1871年、アメリカ軍は賠償と通商を求め、軍艦5隻でもって江華島を占領するが（辛未洋擾）、大院君は交渉に応じず、アメリカ軍も1か月で引き上げざるを得なかった。

### 閔氏一族の時代
1866年に閔妃（明成皇后）が王妃として王宮へ入ると、大院君は閔妃と対立を始め、閔妃を中心とした閔氏一族と崔益鉉らの儒者勢力、政敵安東金氏の勢力を中心に、大院君排除のための動きを見せていた。これらの勢力が結託し、1873年、高宗が成人すると親政を宣言し、崔益鉉の弾劾を機に大院君は追放される。代わりに政権を握ったのは閔妃の一族である閔氏であった。高宗は性格的に気の強い閔妃に頼るところが多く、政権を握った閔妃は閔氏一族を要職につけ、以後閔氏一族による勢道政治が始まる。
閔妃派が勢力を握ると、国内の情勢は鎖国から開国へ傾きかけ、開化派勢力が台頭してくる。1876年、日朝修好条規（江華島条約）が締結される。これをきっかけに、アメリカ、フランス、ロシアとも通商条約を立て続けに結んでいくことになる。ロシアの南下政策に対し、清・日本・アメリカと協力しこれに対抗するという動きも見せ始めた。しかし国内の政治は、開化派と守旧派勢力（衛正斥邪派）との対立が深刻化していた。大院君もこの動きに連動し、高宗の異母兄を王位につける国王廃立の動きを見せていた。高宗と閔氏一族は、衛正斥邪派を弾圧することによって政局混乱の収拾を試みるが、政治の混乱はさらに激しくなった。
1882年、新式軍隊（近代式軍隊）に対する旧式軍隊の差別待遇、賃金未払いなどに対して、不満を募らせた旧式軍隊と衛正斥邪派・大院君の勢力が結託し、閔妃暗殺、閔氏一族・開化派勢力の追放をもくろんだ壬午事変が発生する。壬午事変によって一時的に大院君は復権するが、殺されたと思われていた閔妃は清の袁世凱に介入を要請。清軍が出撃しこれらの勢力を排除する。大院君は清へ連れ去られ、清は朝鮮の治安維持の目的で、3000の兵を朝鮮国内に駐屯させた。一方、この事変により日本公使館を襲撃され、多くの日本人が殺害された。日本も軍艦を朝鮮半島へ向かわせ、賠償を要求。済物浦条約により賠償金の支払いと邦人保護のための軍隊駐留を認めさせる。この事件により、清と日本の軍隊が朝鮮国内に駐留することになり、朝鮮の軍事権は深刻なダメージを受けた。

### 事大政策
一方閔妃は、この事件により清に事大していくことになり、開化派の反発を受けるようになる。1884年、開化派金玉均を中心とした勢力は甲申政変を起こして閔氏一族を排し、一時政権を握ったものの、駐留清軍により駆逐され失敗に終わる。
高宗と閔妃は清への事大主義に傾倒していくが、対外政策も国内政策も混乱を極め、国内では東学党を中心とした勢力が農民の間に広まり、「保国安民」と「弊政改革」を旗頭に1894年、甲午農民戦争（東学党の乱）を勃発させる。この混乱を朝鮮王朝は自力で収拾できず、清軍へ援軍を依頼した。清軍が投入されたことで日本は邦人保護のために軍隊を動員し、日清戦争（1894年-1895年）の原因を生み出す。朝鮮日報によると高宗は米国公館に避難しようとし、独自の兵力では不可能なために戦時や内乱のたびに外国軍を招いた。
この戦争は、欧米列強の支持を受けた日本軍の勝利に終わり、下関条約を締結することになる。これにより朝鮮は、清の従属国の立場から独立国家として承認されることになるが、清の後盾を失った閔妃は、今度はロシアと結んで日本に対抗しようとした。
この動きを警戒した日本公使・三浦梧楼や開化派、大院君などの勢力が閔妃排斥の動きに出て、1895年10月8日、閔妃暗殺事件（乙未事変）が起こっている。金弘集内閣は犯人として李周会・朴銑・尹錫禹の三名を死刑とし、日本国内では三浦らを嫌疑不十分として釈放した。
閔妃暗殺事件に日本軍が関わっていたと報じられると、国内は親日派勢力と抗日勢力が対立し、カウンタークーデターとして春生門事件（1895年11月28日）を起こし、金弘集総理らを殺害し王を奪おうとした。しかし、この計画は親衛隊大隊長の李軫鎬の内通により、失敗に終わった。

### 親露政策
この後、李範晋はロシア公館に逃げ込み、次のような順番で高宗奪回を試みた。
- 2月5日、李範晋はロシアの指示で春川、忠清道で暴動を起こし、日本の電信線を切断。
  - 各地での暴動
- 2月10日、ロシアは107名の水兵、20名の食料担当兵、大砲一門を漢城に搬入。ロシア兵150名となる。
  - 宮女ゲン（元?）金明載より「各大臣等日本兵が密かに国王を廃位しようとしているので甚だ危険なり。速かに露館に播遷し回避されたし」旨の書状を高宗に届ける。
- 2月11日、高宗と世子（純宗）が宮女用のかごに乗り、ロシア公使館へ。
  - 以下の勅令をだす。
    1. 閔妃殺害事件の犯人として特赦された趙羲淵・禹範善・李斗璜・李軫鎬・李範来・権濚鎮の首を持ってロシア公館に持参せよ。
    2. 新内閣の公示

  - 前総理・金弘集と前農商工部大臣・鄭秉夏は亡命せず、警務庁前で暴徒に捕まり惨殺、遺体は焼却。
- 2月18日 仁川に4000余名の暴徒蜂起、官衙官宅を毀壊。
- 2月22日 内閣体制の更新。李範晋は法部大臣兼警務使となり大院君派の粛清を開始。

この計画は成功し、高宗はロシアと内通してロシア領事館に逃げ込み、反ロシア派は一掃された（露館播遷）。しかし、親露政策は、英国・米国など海洋勢力の警戒心を引き起こした。日本は逆に1902年に日英同盟を締結することで、日露戦争勝利の布石を打った
ロシア領事館の保護下で、高宗は親露政策を取り、様々な契約をロシアと締結した。開化派の金弘集などは殺された。多くの権益がロシアに奪われ、民衆は親露政権に対しても反発の動きを見せたため、高宗は王宮へ戻らざるを得なくなった。こうした自主独立の動きに押され、高宗は1897年10月12日、朝鮮初となる皇帝に即位、14日に国号を大韓帝国と改め、年号を光武とした。しかし、王権拡大憲法とされる「大韓国国制」を公布して専制君主国家への動きを見せ始める。
また、乙未事変の再調査を行い、日本人壮士らに閔妃が殺害されたという「王宮事変に関する公報」を政府として公表しようとするが、日本公使小村寿太郎の圧力によって英文雑誌に記事を掲載させるにとどまったとも言われる。一方で高宗は、1906年、韓国統監代理長谷川好道を謁見した際に「我臣僚中不逞の徒（私の部下の中に犯人が居た）」と述べている。

### 初代大韓帝国皇帝

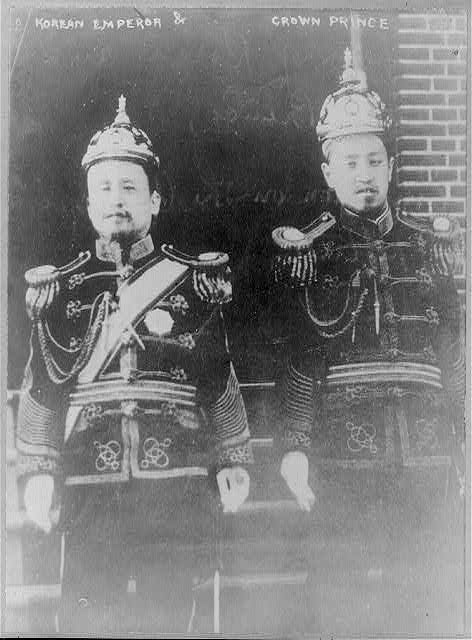
高宗と息子の純宗

「大韓国国制」では、第2条で「大韓帝国の政治は万世不変の専制政治」、第3条で「大韓国大皇帝は無限の君権を享有」、第4条で「君権を害する臣民は、既に行ったかいまだ行っていないかを問わず、臣民の道理を失った者と見なす」として王権をさらに拡大した。朝鮮日報は「近代を拒否し、古代へ回帰した」と表現している。皇帝になってからも高宗の周辺は安定せず、1898年7月には皇帝譲位計画が、9月には金鴻陸による毒茶事件（高宗・皇太子暗殺未遂事件）が起こっている。また、独立協会を中心とした独立派に対する守旧派の妨害によって政府内は暴力的政争の状態になり、ついには独立協会は解散、議会政治への道も閉ざされてしまう。高宗は光武改革という近代化政策を推し進めるが、財源の一元化の失敗、脆弱な財政基盤を強化するための増税が民衆反乱を招き、改革は頓挫してしまう。
東学の残党も活発な運動を続け、1899年に英学の反乱を起こしている。

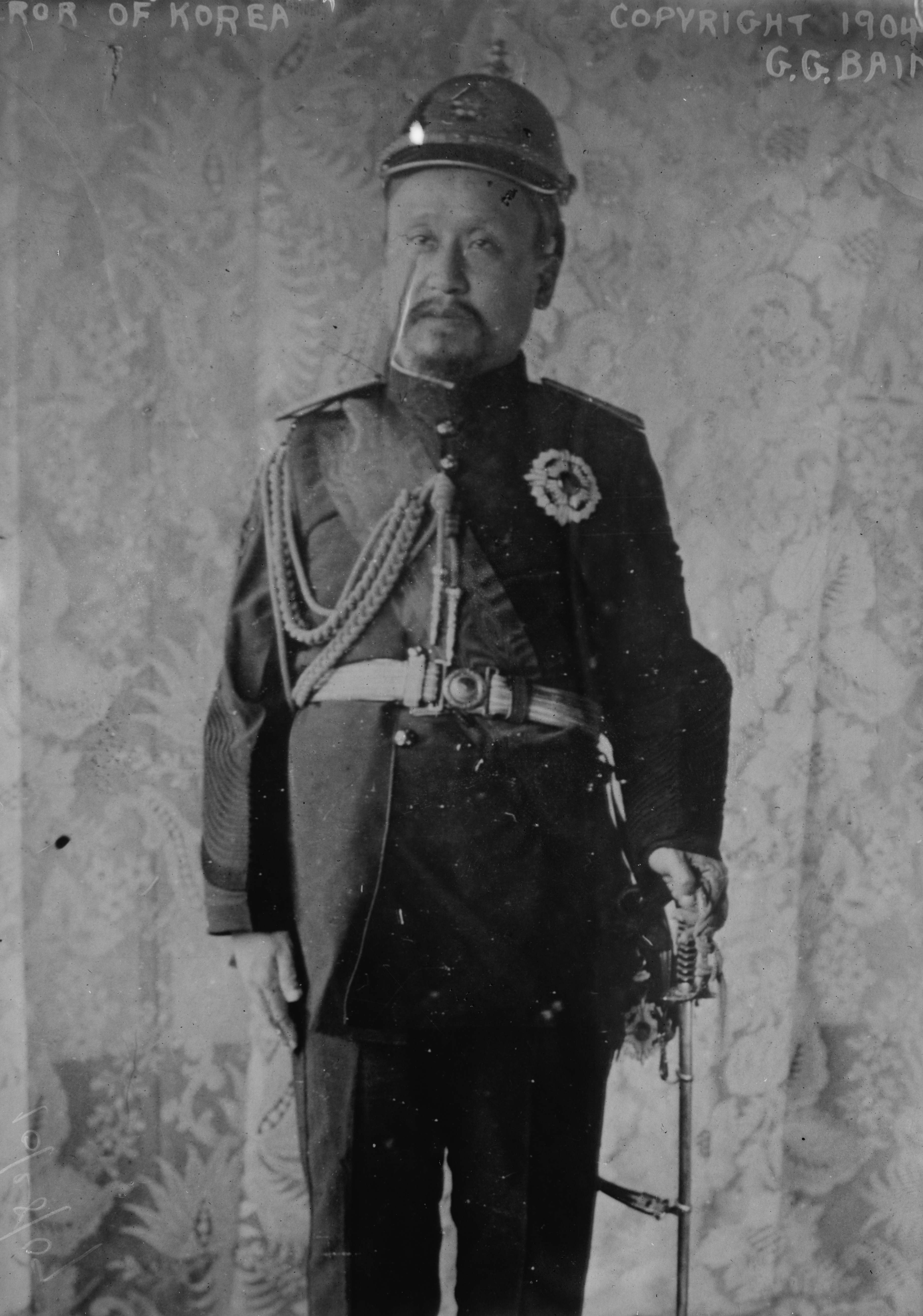
ドイツ軍服を着用した高宗(1904年)

一方、満州と朝鮮を挟んで、ロシアと日本の帝国主義国家間対立は深刻化し、1904年 - 1905年に日露戦争が勃発した。朝鮮日報によると今度はフランス公館へと逃亡しようとした。
1905年8月22日に高宗がロシア帝国のニコライ2世に送った親書には、日本に文字を教え、風習も伝えたことを明示したうえで、「2000万の国民が涙を流している。さらに鶏や犬さえ鳴けぬほどに生きられない」「日本が我が国の主権を侵奪しようとする陰謀を企てられないように公使をはやく再び派遣するよう涙で訴える」として、日本が違法侵略をしたと告発している。
大韓帝国は4000年の歴史を持つ独立国家である一方、日本は1200~1300年代に入ってやっと国家を樹立した。日本のさまざまな風習は朕の国から由来し、文字も朕の国民が教えた。日本人たちは自分たちの先祖のように朕の国を尊敬し、朕の国とあえて敵対的関係を結ぶ考えもできなかった。…日本はあくらつで、ものものしく朕の国の主権を掌握している。現在の韓国がこうも悲しい情況に処した原因は、国家が虚弱で防衛もできず、権利を守ることができなかったためだ。そうだったとしても私たちは数回にわたり独立国家であることを宣言した。今、日本は確かに朕の国に君臨して独立を抹殺させようとしているが、違法である。
地政学的な国策から対朝鮮政策を強化したい日本は、戦局が優位に進む中1905年4月に韓国保護権確立を閣議決定、7月29日には、アメリカとの間で、桂・タフト協定を結び、アメリカのフィリピンでの権益を認める代わりに朝鮮での権益を認めさせ、8月には第2回日英同盟を締結し、ロシアの南下に対抗する拠点として朝鮮支配の確約を得た。また日露戦争中に高宗はロシアに事大するための密使を派遣していたが、日本は高宗の密使を発見し、高宗の条約違反という弱みを握ることとなった。
列強の支持を取り付けた日本は、日露戦争勝利後、11月17日第二次日韓協約（乙巳保護条約）を締結し、韓国の外交権を剥奪し、日本の保護国とした。承政院日記には、高宗が保護条約反対派の大臣を宥める記述が残っている。
一方、これらの動きの中で高宗は、1907年6月に行われる第2回万国平和会議に秘密裏に特使を派遣し、ハーグ密使事件を起こすが、既に日本の権益を認めていた列強からは相手にされなかった。この事件により、日本の意を受けた李完用などの勢力は、皇帝退位へと動き、7月20日皇太子李坧への譲位に追い込まれ太皇帝となる。

### 韓国併合

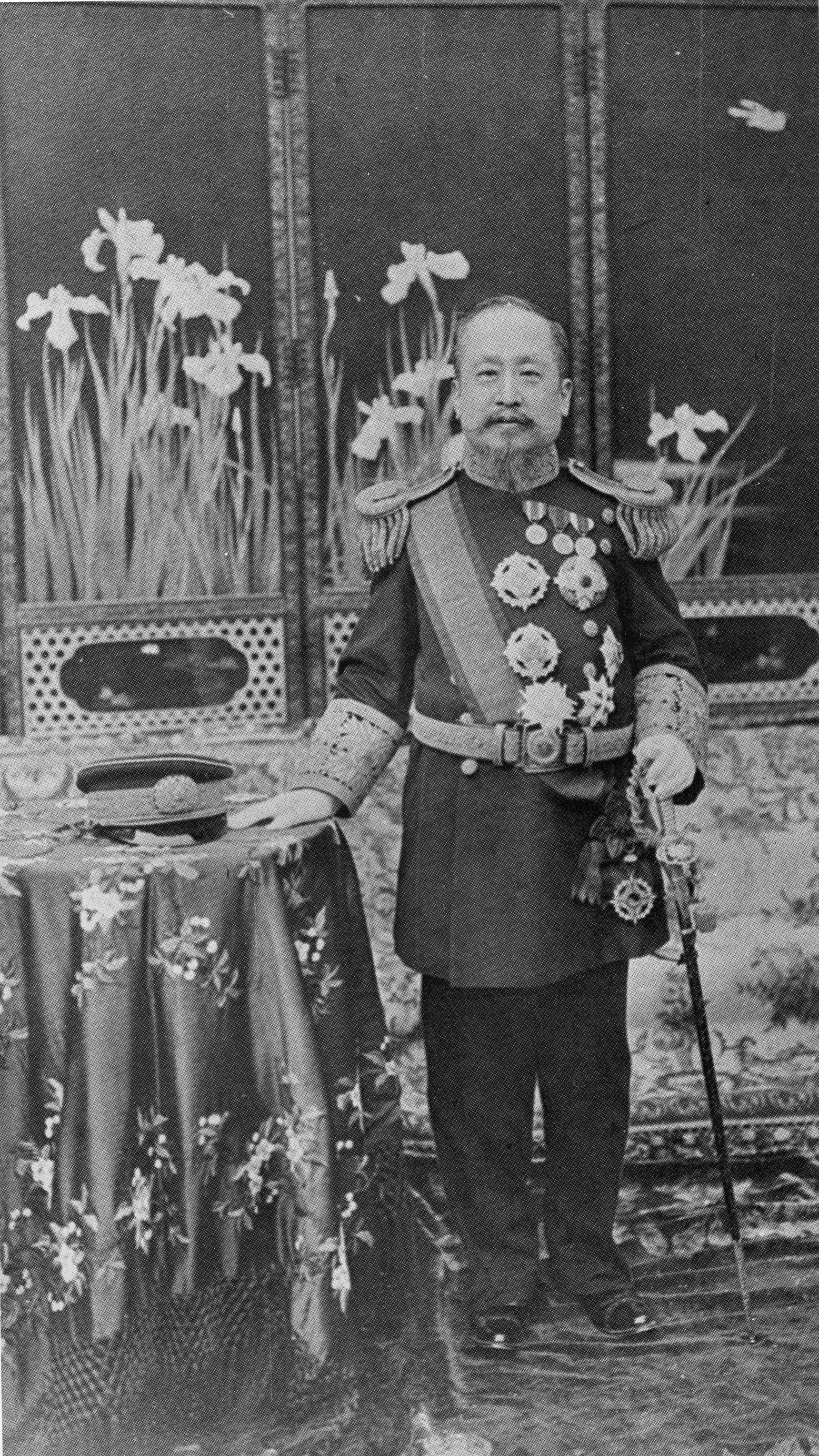
大韓帝国軍大元帥の大礼服を着用した高宗

1910年（明治43年）8月の韓国併合にともない、太王（王族）の称号を与えられ、「徳寿宮李太王」と称された。

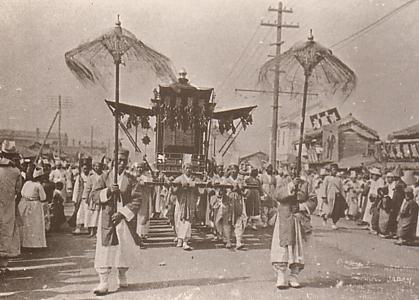
1919年の高宗の葬列

1919年1月21日、三・一運動の起きるおよそ1ヶ月前に67歳で薨去した。日本の王公族徳寿宮李太王㷩として1919年（大正8年）3月3日に国葬が執り行われた。死去に際して日本による毒殺説が流布し、葬儀の日に三・一独立運動が起こるきっかけとなった。
御陵は洪陵。なお、日本政府の立場においては、「高宗」の廟号および「皇帝」の名称を含む諡号を公認するものではなかったが、李王家の「私儀」として黙認した。しかし、墓を「洪陵」と命名し、その石碑を建てる動きが起こるに及び、宮内省は皇族待遇の李王家の前当主には「天皇陵」と同等の呼称は許されないとして（皇族なら「墓」になる）、「陵」の呼称の差し止めを図った。しかし、洪陵の管理人が独断で建碑したという形で、「大韓高宗太皇帝洪陵」の碑が建った。これは、民族独立の機運が高まる中、事態の紛糾と朝鮮貴族の離反を恐れた朝鮮総督府の黙認のもと、朝鮮貴族らが協力して実現したことであり、総督府の働きかけにより宮内省も妥協することになった。

## 人物
1890年代後半に東洋を旅し、高宗とも面会したイザベラ・バードは、「背が低くて顔色が悪く、平凡な人で、落ち着きがなく、両手をしきりにひきつらせていたが、居ずまいやものごしに威厳がないわけではなく、愛想がよく、生来の人のよさがある」「心やさしく温和だが性格が弱く、人の言いなり」「性格的な強さと知性があれば名君になれたかもしれないが意志薄弱なのが致命的」などの感想を抱き、聡明な妻・閔妃の強い影響下にあると述べている。
戦時では米仏露の公館にそれぞれ逃げ込み、日米欧の列強諸国や宮廷内の権力争いの間に翻弄されて、立憲君主制の時代に専制君主へ回帰するなどして朝鮮がもっとも国力疲労している時に国家予算を国家改革ではなく権威拡大に使って国を失った。外国勢力に頼りすぎる主体性の無さがかえって国内の混乱を招き、対外干渉を受け国を失った亡国の主という批判もある。朝鮮日報は高宗が王権拡大の専制君主憲法を制定したことを時代回帰とし、議会・近代的司法システムを整備するなど近代文明国へと転換せずに連携すべき友好勢力の独立協会・万民共同会を「下からの改革要求が君主権を侵害すると判断」して弾圧したと批判している。朝鮮日報は「徹底して味方と敵を分ける陣営政治の先頭に立った」と表現している。朝鮮日報は韓国は民主共和国として変革に成功したが、「領土と人民は金氏一家の私有、財政も金氏一家の私的な収入」となっている朝鮮民主主義人民共和国（北朝鮮）の金王朝（金日成を始祖とする白頭血統）は朝鮮王朝時代をそのまま継承したと表現している。
1905年に訪朝したセオドア・ルーズベルト大統領の末娘アリスは「皇帝らしい存在感はほとんどなく、哀れで、鈍感な様子だった」と述べている。親露政策をとっていた大韓帝国を信用していなかったルーズベルト大統領は「日本が大韓帝国を取ることを望む」と手紙に書いている。朝鮮日報は高宗を「国際情勢に疎かった人物」、「何かあれば外国公使館への避難・亡命説が出回る国家指導者」として、高宗美化は史実を誤解させると警告している。

## 家系

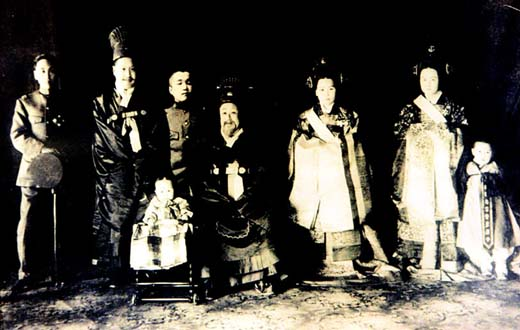
高宗と家人

- 祖父: 南延君 李球（1788年 - 1836年）
- 祖母: 郡夫人驪興閔氏（1784年 - 1831年）
- 父: 興宣大院君 李昰応（1821年 - 1898年）
- 母: 驪興府大夫人閔氏（朝鮮語版）（1818年 - 1898年）
- 兄: 完興君　李載冕（1845年 - 1912年）
- 姉妹: 趙慶鎬正室
- 姉妹: 趙鼎九正室

### 宗室
- 正室: 明成皇后 驪興閔氏（1851年 - 1895年）
  - 純宗 李坧（1874年　- 1926年）
- 後宮: 純献皇貴妃 嚴氏（1854年 - 1911年）
  - 英親王 李垠（1897年 - 1970年）
- 後宮: 永保堂 貴人李氏（1849年 - 1928年）
  - 完親王（中国語版） 李墡（1868年 - 1880年）
- 後宮: 貴人張氏（朝鮮語版）（生没年不詳）
  - 義親王 李堈（1877年 - 1955年）
- 後宮: 内安堂 貴人李氏（1847年 - 1914年）
- 後宮: 宝賢堂 貴人鄭氏（1882年 - 1943年）
  - 皇子 李堣（1915年 - 1916年） - 夭折
- 後宮: 福寧堂 貴人梁氏（1882年 - 1929年）
  - 徳恵翁主（1912年 - 1989年）
- 後宮: 光華堂 貴人李氏（1885年 - 1967年）
  - 皇子 李堉（1914年 - 1916年） - 夭折
- 後宮: 三祝堂 尚宮金氏（1890年 - 1970年）
- 後宮: 貞和堂 尚宮金氏（生没年不詳）
- 後宮: 宮人廉氏
- 後宮: 宮人徐氏
- 後宮: 宮人金氏
- 後宮: 宮人張氏
- 生母不明
  - 皇女 李文鎔（朝鮮語版）（1900年 - 1987年）

## 系図
高宗の親類・近親・祖先の詳細
```
荘献世子
━┳22代
正祖
━23代
純祖
━
孝明世子
（翼宗）━24代
憲宗

　　　　　　　┃
　　　　　　　┣
恩彦君
━
全渓大院君
━25代
哲宗

　　　　　　　┃
　　　　　　　┗恩信君━
南延君
（養子）━
興宣大院君
━26代/初代皇帝 
高宗
━2代皇帝 
純宗
```

## 登場作品

### 映画
- 『韓半島 -HANBANDO-』（2006年）演：キム・サンジュン
- 『炎のように蝶のように』（2009年）演：キム・ヨンミン
- 『GABI〜国境の愛〜』（2012年）演：パク・ヒスン
- 『ラスト・プリンセス 大韓帝国最後の皇女』（2016年）演：ペク・ユンシク

### テレビドラマ
- 『明成皇后』（KBSドラマ、2001年）演：イ･ジヌ/（幼少期）イ・ジュン
- 『虹を架ける王妃』（フジテレビ、2006年）演：キ・ヨンホ
- 『済衆院』（SBSドラマ、2010年）演：チェ・ジョンファン
- 『Dr.JIN』（MBCドラマ、2012年）演：イ・ヒョンソク
- 『朝鮮ガンマン』（KBSドラマ、2014年）演：イ・ミヌ
- 『ミスター・サンシャイン』（tvNドラマ、2018年）演：イ・スンジュン
- 『緑豆の花』（SBSドラマ、2019年）演：イ・チャニョン
- 『風と雲と雨』（TV朝鮮ドラマ、2020年）演：パク・サンフン